# マミー・ヴァン・ドーレン
マミー（メイミー）・ヴァン・ドーレン（Mamie Van Doren、1931年2月6日 - ）は、アメリカ合衆国の女優、歌手、モデル。マリリン・モンロー、ジェーン・マンスフィールドと共に「3M」と呼ばれた1950年代を代表するセックス・シンボル、ボムシェル。

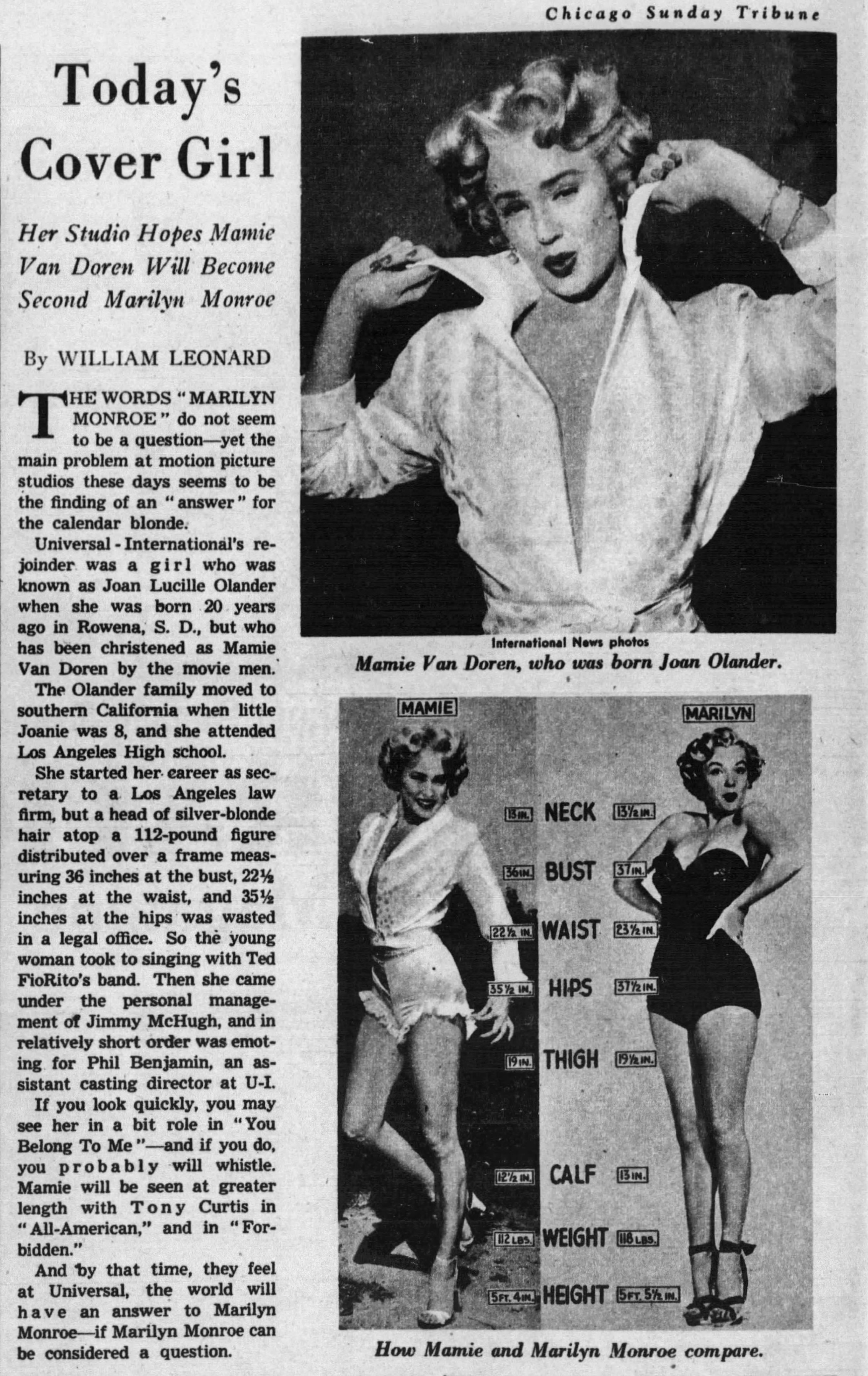
ヴァン・ドーレンとマリリン・モンローを比較した新聞記事、1953年7月26日

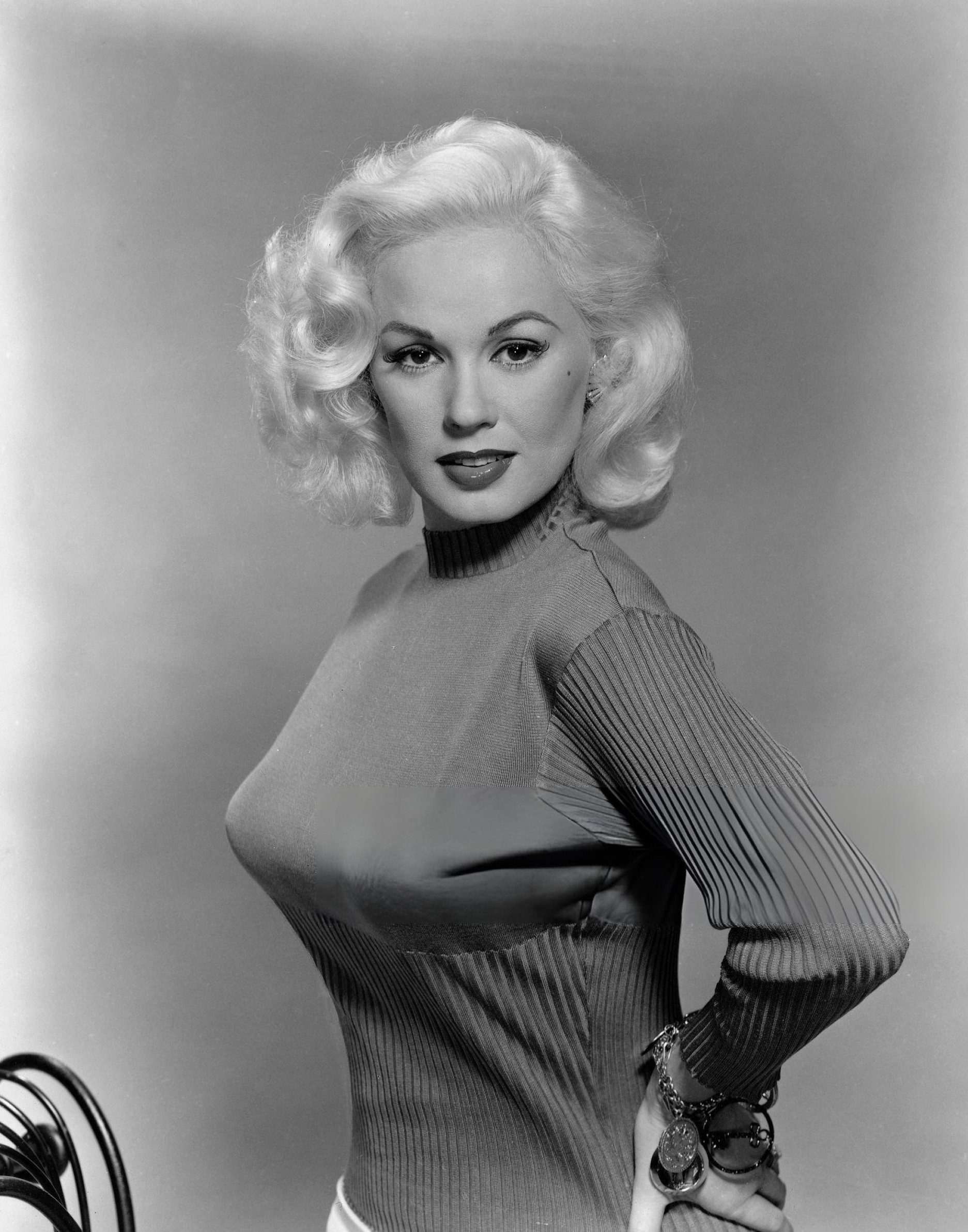
「セーター・ガール（英語版）」と呼ばれるファッション（1958年）
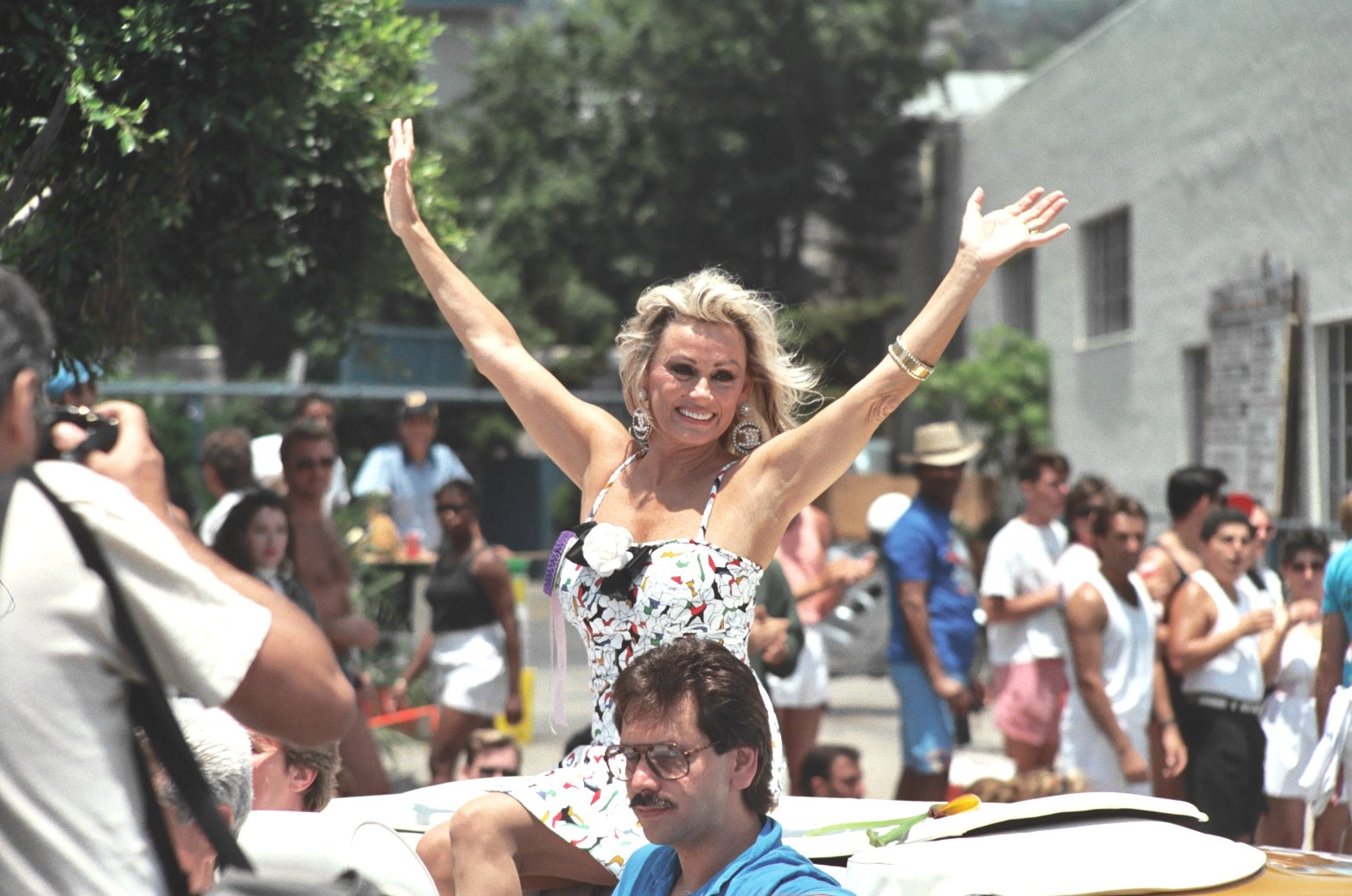
1987年
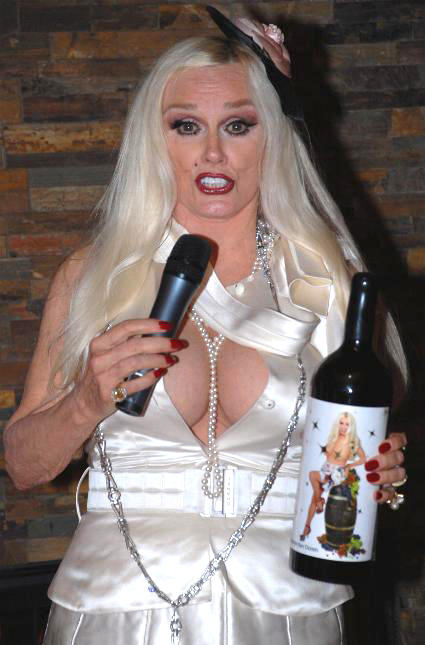
2007年

## 出演作品

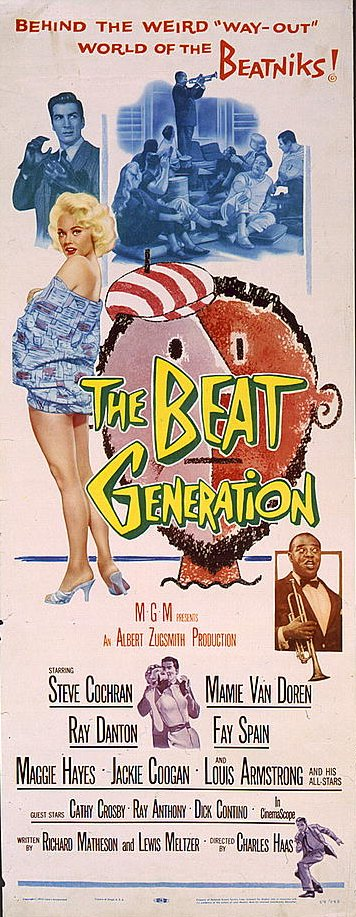
「悪いやつ」のポスター

- 奥様はジャズがお好き（英語版）(1955年)
- 性愛の曲り角（英語版）(1958年)
- 先生のお気に入り（英語版）(1958年)
- 非情の青春（英語版）(1959年)

- 悪いやつ（英語版）(1959年) - ビート・ジェネレーションを扱った作品
- 私刑街（英語版）(1959年)
- 金星怪獣の襲撃（英語版）(1968年)
- 軽薄短小セクシー・キャンパス/SOS!フリーライド（英語版）(1986年)